# Simulium halmaheraense
Simulium halmaheraense är en tvåvingeart som beskrevs av Takaoka 2003. Simulium halmaheraense ingår i släktet Simulium och familjen knott. Inga underarter finns listade i Catalogue of Life.